# 保科光作

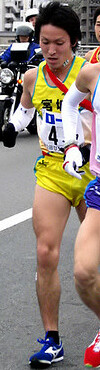
2007年全国都道府県対抗男子駅伝競走大会での保科

保科 光作（ほしな こうさく、1984年8月31日 - ）は、日本の元陸上競技選手、現指導者。専門は長距離走。宮城県出身。東北高校、日本体育大学卒業。日清食品グループ陸上競技部でコーチを務めた後、2017年4月に慶應義塾大学競走部のヘッドコーチに就任。

## 人物・経歴
2003年に日本体育大学に入学すると、同学年の上野飛偉楼・鷲見知彦・稲垣晃司とともに「1年生カルテット」として注目された。保科は2003年の出雲駅伝で、大学駅伝デビュー戦ながら3区で区間賞獲得。その後も卒業まで、日本体育大学の主力選手として大学三大駅伝で活躍する。
個人のレースでは、大学1年時に出場した地元である宮城県開催の仙台国際ハーフマラソンで、1時間03分09秒というタイムで優勝を飾った。また2005年夏季ユニバーシアードには日本代表としてハーフマラソンに出場し、4位入賞を果たした。
大学卒業後は日清食品グループに入社。ニューイヤー駅伝では、2016年現在までに日清食品グループが制した2度の大会(2010年・2012年)で、いずれも優勝メンバーに名を連ねている(5区区間4位・3区区間4位)。2015年に日清食品グループ陸上部を1度退部したが、2016年にはチームに戻り、コーチを務めている。
2017年度からは第１回箱根駅伝に出場した古豪慶應義塾大学の長距離コーチを務める。

## 自己記録
- 5000m 公認:13分50秒71
- 10000m 公認：28分20秒36
- ハーフマラソン公認：1時間03分09秒
- マラソン公認:2時間15分21秒